# یزدانی شیرازی
عبدالوهاب (درگذشت:۱۳۲۸ ه‍. ق) معروف به یزدانی کوچکترین فرزند وصال شیرازی است که هم خوشنویس بوده، هم به فنون آشنا و هم به فارسی و عربی شعر می‌گفته است. 

## آثار
خط او بر کتیبه‌های مقبره شاه چراغ در شیراز و نیز حرم علی بن موسی‌الرضا در مشهد موجود است. دیوان او مشتمل بر هزار و پانصد بیت است. 
افزون بر پدر، پنج برادر او نیز از خوشنویسان و شاعران صاحب‌نام سده سیزدهم هجری هستند. عبدالوهاب یزدانی در خوشنویسی خط نستعلیق صاحب‌نام شده است. وی در ۱۳۲۸ ه‍. ق درگذشت و نزد برادرش فرهنگ به‌خاک سپرده شد. او پدر علی روحانی وصال شیرازی است.